# Hamor
Hamor ou Hemor (em hebraico: חמור) foi pai de Siquém, a quem Jacó comprou, por cem moedas de prata, um pedaço de terra em seu retorno de Padã-Arã (Gênesis 33:19), e o local do sepultamento de José, quando seu corpo foi removido do Egito para Canaã (Josué 24:32). 
"Os homens de Hamor", como define a bíblia, eram os habitantes de Siquém, e sofreram uma grande perda com Abimeleque, um príncipe sobre Israel (Juízes 9:22–49). Diná, a filha de Jacó, foi criminosamente abusada por Siquém, filho de Hamor, que pediu que ela fosse dada a ele em casamento, plano do qual que contou com a colaboração de seu pai, Hamor. Os filhos de Jacó rejeitaram sua proposta e dolosamente armaram um esquema para que os habitantes da cidade fossem circuncidados. Passados três dias da circuncisão, os homens da cidade ficaram debilitados, momento o qual os filhos de Jacó Simeão e Levi aproveitaram para liderar o massacre dos homens e, assim, se vingar especialmente de Hamor e Siquém. 
É mera conjectura afirmar que Hamor e Diná eram personificações dos primeiros clãs centrais da Palestina, em antagonismo acentuado, e que o curso de Simeão e Levi era realmente a traição de tribos primitivas. Em virtude de a palavra Hamor significar "um burro", e Siquém "um ombro", não há nenhuma razão para rejeitar os termos das denominações de indivíduos e considerar os títulos como meras denominações tribais.